# District de Kakinada
Le district de Kakinada est un district de l'État indien de l'Andhra Pradesh. Le siège du district est situé à Kakinada. Il est formé le 4 avril 2022 à partir des divisions fiscales (en)  de Kakinada et de Peddapuram, du district du Godavari oriental.